# Municipis de l'estat de Mèxic
L'estat mexicà de Mèxic està organitzat administrativament en 125 municipis.
|     | Municipis                   | Capçalera municipal                      |
| --- | --------------------------- | ---------------------------------------- |
| 001 | Acambay                     | Acambay de Ruiz Castañeda                |
| 002 | Acolman                     | Acolman de Nezahualcóyotl                |
| 003 | Aculco                      | Aculco de Espinoza                       |
| 004 | Almoloya de Alquisiras      | Almoloya de Alquisiras                   |
| 005 | Almoloya de Juárez          | Almoloya de Juárez                       |
| 006 | Almoloya del Río            | Almoloya del Río                         |
| 007 | Amanalco                    | Amanalco de Becerra                      |
| 008 | Amatepec                    | Amatepec                                 |
| 009 | Amecameca                   | Amecameca de Juárez                      |
| 010 | Apaxco                      | Apaxco de Ocampo                         |
| 011 | Atenco                      | San Salvador Atenco                      |
| 012 | Atizapán                    | Santa Cruz Atizapán                      |
| 013 | Atizapán de Zaragoza        | Ciudad López Mateos                      |
| 014 | Atlacomulco                 | Atlacomulco de Fabela                    |
| 015 | Atlautla                    | Atlautla de Victoria                     |
| 016 | Axapusco                    | Axapusco                                 |
| 017 | Ayapango                    | Ayapango de Ramos Millán                 |
| 018 | Calimaya                    | Calimaya de Díaz González                |
| 019 | Capulhuac                   | Capulhuac de Mirafuentes                 |
| 020 | Chalco                      | Chalco de Díaz Covarrubias               |
| 021 | Chapa de Mota               | Chapa de Mota                            |
| 022 | Chapultepec                 | Chapultepec                              |
| 023 | Chiautla                    | Chiautla                                 |
| 024 | Chicoloapan                 | San Vicente Chicoloapan                  |
| 025 | Chiconcuac                  | Chiconcuac de Juárez                     |
| 026 | Chimalhuacán                | Chimalhuacán                             |
| 027 | Coacalco de Berriozábal     | San Francisco Coacalco                   |
| 028 | Coatepec Harinas            | Coatepec Harinas                         |
| 029 | Cocotitlán                  | Cocotitlán                               |
| 030 | Coyotepec                   | Coyotepec                                |
| 031 | Cuautitlán                  | Cuautitlán                               |
| 032 | Cuautitlán Izcalli          | Cuautitlán Izcalli                       |
| 033 | Donato Guerra               | Villa Donato Guerra                      |
| 034 | Ecatepec de Morelos         | San Cristóbal Ecatepec                   |
| 035 | Ecatzingo                   | Ecatzingo de Hidalgo                     |
| 036 | El Oro                      | El Oro de Hidalgo                        |
| 037 | Huehuetoca                  | Huehuetoca                               |
| 038 | Hueypoxtla                  | Hueypoxtla                               |
| 039 | Huixquilucan                | Huixquilucan de Degollado                |
| 040 | Isidro Fabela               | Tlazala de Fabela                        |
| 041 | Ixtapaluca                  | Ixtapaluca                               |
| 042 | Ixtapan de la Sal           | Ixtapan de la Sal                        |
| 043 | Ixtapan del Oro             | Ixtapan del Oro                          |
| 044 | Ixtlahuaca                  | Ixtlahuaca de Rayón                      |
| 045 | Jaltenco                    | San Andrés Jaltenco                      |
| 046 | Jilotepec                   | Jilotepec de Molina Enríquez             |
| 047 | Jilotzingo                  | Santa Ana Jilotzingo                     |
| 048 | Jiquipilco                  | Jiquipilco                               |
| 049 | Jocotitlán                  | Jocotitlán                               |
| 050 | Joquicingo                  | Joquicingo de León Guzmán                |
| 051 | Juchitepec                  | Juchitepec de Mariano Rivapalacio        |
| 052 | La Paz                      | Los Reyes Acaquilpan                     |
| 053 | Lerma                       | Lerma de Villada                         |
| 054 | Luvianos                    | Villa Luvianos                           |
| 055 | Malinalco                   | Malinalco                                |
| 056 | Melchol Ocampo              | Melchor Ocampo                           |
| 057 | Metepec                     | Metepec                                  |
| 058 | Mexicaltzingo               | San Mateo Mexicaltzingo                  |
| 059 | Morelos                     | San Bartolo Morelos                      |
| 060 | Naucalpan de Juárez         | Naucalpan de Juárez                      |
| 061 | Nextlalpan                  | Santa Ana Nextlalpan                     |
| 062 | Nezahualcóyotl              | Ciudad Nezahualcóyotl                    |
| 063 | Nicolás Romero              | Villa Nicolás Romero                     |
| 064 | Nopaltepec                  | Nopaltepec                               |
| 065 | Ocoyoacac                   | Ocoyoacac                                |
| 066 | Ocuilan                     | Ocuilan de Arteaga                       |
| 067 | Otumba                      | Otumba de Gómez Farías                   |
| 068 | Otzoloapan                  | Otzoloapan                               |
| 069 | Otzolotepec                 | Villa Cuauhtémoc                         |
| 070 | Ozumba                      | Ozumba de Alzate                         |
| 071 | Papalotla                   | Papalotla                                |
| 072 | Polotitlán                  | Polotitlán de la Ilustración             |
| 073 | Rayón                       | Santa Maria Rayón                        |
| 074 | San Antonio la Isla         | San Antonio la Isla                      |
| 075 | San Felipe del Progreso     | San Felipe del Progreso                  |
| 076 | San José del Rincón         | San José de Rincón                       |
| 077 | San Martín de las Pirámides | San Martín de las Pirámides              |
| 078 | San Mateo Atenco            | San Mateo Atenco                         |
| 079 | San Simón de Guerrero       | San Simón de Guerrero                    |
| 080 | Santo Tomás                 | Santo Tomás de los Plátanos              |
| 081 | Soyaniquilpan de Juárez     | San Francisco Soyaniquilpan              |
| 082 | Sultepec                    | Sultepec de Pedro Ascencio de Alquisiras |
| 083 | Tecámac                     | Tecámac de Felipe Villanueva             |
| 084 | Tejupilco                   | Tejupilco de Hidalgo                     |
| 085 | Temamatla                   | Temamatla                                |
| 086 | Temascalapa                 | Temascalapa                              |
| 087 | Temascalcingo               | Temascalcingo de José María Velasco      |
| 088 | Temascaltepec               | Temascaltepec de González                |
| 089 | Temoaya                     | Temoaya                                  |
| 090 | Tenancingo                  | Tenancingo de Degollado                  |
| 091 | Tenango del Aire            | Tenango del Aire                         |
| 092 | Tenango del Valle           | Tenango de Arista                        |
| 093 | Teoloyucan                  | Teoloyucan                               |
| 094 | San Juan Teotihuacán        | Teotihuacán de Arista                    |
| 095 | Tepetlaoxtoc                | Tepetlaoxtoc de Hidalgo                  |
| 096 | Tepetlixpa                  | Tepetlixpa                               |
| 097 | Tepotzotlán                 | Tepotzotlán                              |
| 098 | Tequixquiac                 | Santiago Tequixquiac                     |
| 099 | Texcaltitlán                | Texcaltitlán                             |
| 100 | Texcalyacac                 | San Mateo Texcalyacac                    |
| 101 | Texcoco                     | Texcoco de Mora                          |
| 102 | Tezoyuca                    | Tezoyuca Santiago                        |
| 103 | Tianguistenco               | Tianguistenco de Galeana                 |
| 104 | Timilpan                    | San Andrés Timilpan                      |
| 105 | Tlalmanalco                 | Tlalmanalco de Velázquez                 |
| 106 | Tlalnepantla de Baz         | Tlalnepantla                             |
| 107 | Tlatlaya                    | Tlatlaya                                 |
| 108 | Toluca                      | Toluca de Lerdo                          |
| 109 | Tonatico                    | Tonatico                                 |
| 110 | Tonanitla                   | Santa María Tonanitla                    |
| 111 | Tultepec                    | Tultepec                                 |
| 112 | Tultitlán                   | Tultitlán de Mariano Escobedo            |
| 113 | Valle de Bravo              | Valle de Bravo                           |
| 114 | Valle de Chalco Solidaridad | Xico                                     |
| 115 | Villa de Allende            | San José Villa de Allende                |
| 116 | Villa del Carbón            | Villa del Carbón                         |
| 117 | Villa Guerrero              | Villa Guerrero                           |
| 118 | Villa Victoria              | Villa Victoria                           |
| 119 | Xalatlaco                   | Xalatlaco                                |
| 120 | Xonacatlán                  | Xonacatlán                               |
| 121 | Zacazonapan                 | Zacazonapan                              |
| 122 | Zacualpan                   | Zacualpan                                |
| 123 | Zinacantepec                | San Miguel Zinacantepec                  |
| 124 | Zumpahuacán                 | Zumpahuacán                              |
| 125 | Zumpango                    | Zumpango de Ocampo                       |